# Faget-Abbatial
 Faget-Abbatial  là một xã thuộc tỉnh Gers trong vùng Occitanie tây nam nước Pháp. Xã này có độ cao trung bình 215 mét trên mực nước biển.